# Vladimir Vujasinović
Vladimir Vlada Vujasinović (ur. 14 sierpnia 1973 w Rijece) – serbski i jugosłowiański piłkarz wodny, który grał na pozycji obrońcy. Łącznie rozegrał w reprezentacji 341 meczów, w których strzelił 391 goli. W 1997 wygrał z reprezentacją Jugosławii igrzyska śródziemnomorskie. W latach 2003 i 2006 zdobywał mistrzostwo Europy, a w 2003, 2007 i 2008 wygrywał Puchar Mistrzów z klubem Pro Recco. Obecnie jest trenerem. W maju 2012 objął posadę szkoleniowca Partizana Belgrad.

## Kluby, w których grał Vujasinović
- 1989-1991 Primorje Rijeka
- 1991-1994 Crvena Zvezda
- 1994-1997 CN Barcelona
- 1997-1998 Partizan Belgrad
- 1998-2001 AS Roma
- 2001-2008 Pro Recco
- 2008-2012 Partizan Belgrad